# Hachenburg (Verbandsgemeinde)
Hachenburg é um Verbandsgemeinde ("associação municipal") no distrito Westerwaldkreis na Renânia-Palatinado, Alemanha. A sede da Verbandsgemeinde está em Hachenburg.
O Verbandsgemeinde de Hachenburg é composto pelos seguintes Ortsgemeinden ("municípios locais"):
| 1. Alpenrod 2. Astert 3. Atzelgift 4. Borod 5. Dreifelden 6. Gehlert 7. Giesenhausen 8. Hachenburg 9. Hattert 10. Heimborn 11. Heuzert | 1. Höchstenbach 2. Kroppach 3. Kundert 4. Limbach 5. Linden 6. Lochum 7. Luckenbach 8. Marzhausen 9. Merkelbach 10. Mörsbach 11. Mudenbach | 1. Mündersbach 2. Müschenbach 3. Nister 4. Roßbach 5. Steinebach an der Wied 6. Stein-Wingert 7. Streithausen 8. Wahlrod 9. Welkenbach 10. Wied 11. Winkelbach |